# Syllepte taiwanalis
Syllepte taiwanalis is een vlinder uit de familie van de grasmotten (Crambidae). De wetenschappelijke naam van deze soort is voor het eerst voorgesteld door Jinshichi Shibuya in een publicatie uit 1928.
De soort komt voor in Taiwan en Japan .